# Толос

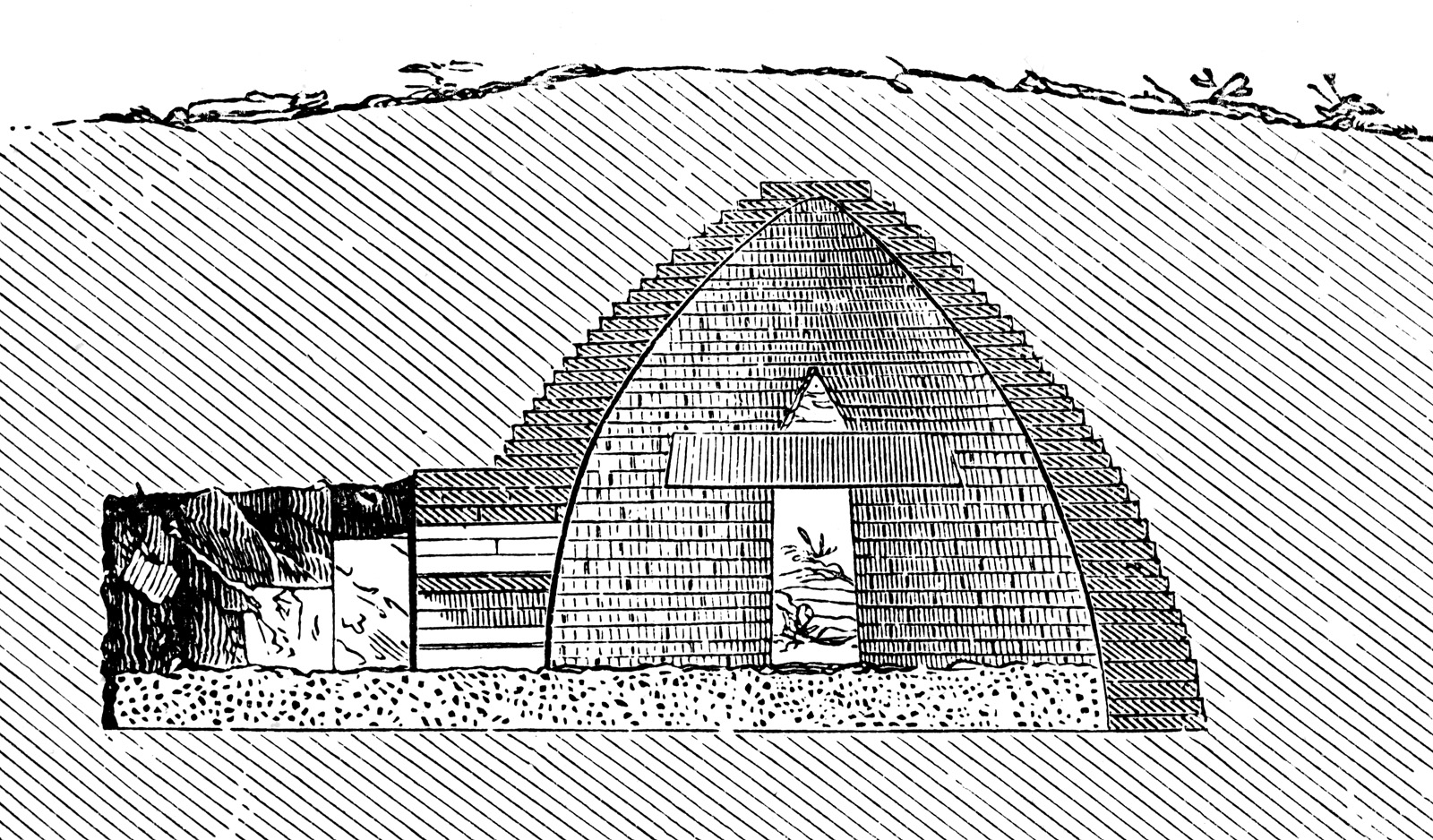
Сокровищница Атрея в Микенах

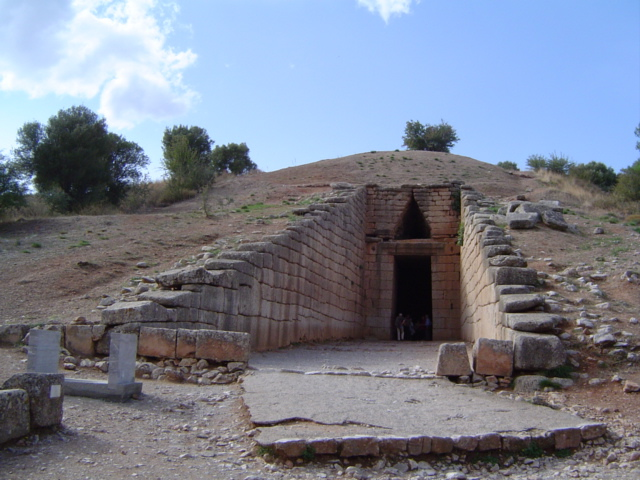
Сокровищница Атрея со стороны коридора — дромоса

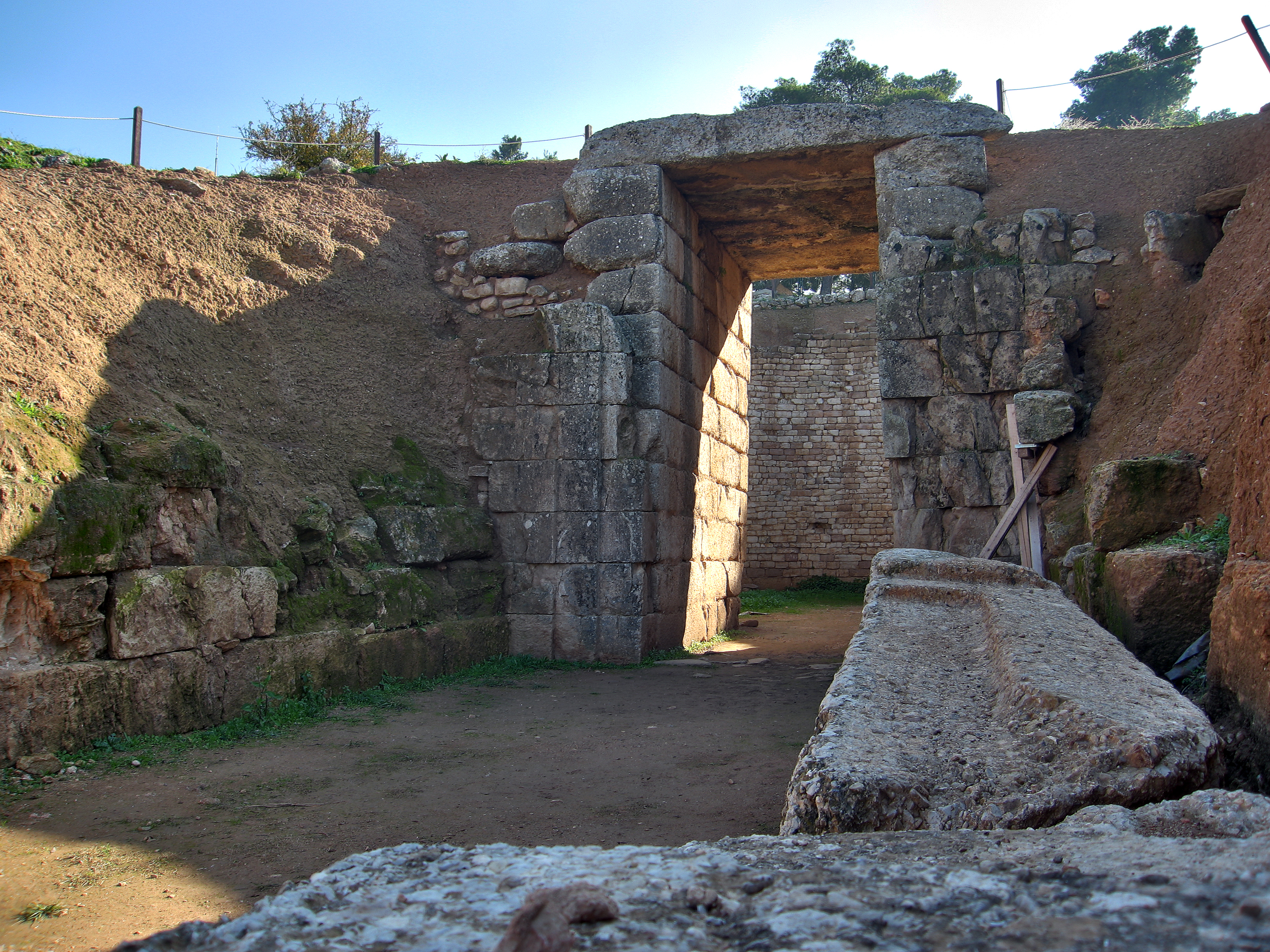
Львиная могила в Микенах

Толос, фолос (др.-греч. θόλος) в древнегреческой архитектуре — круглое в плане сооружение (святилище, гробница, памятник, музыкальный зал), часто с колоннадой. В отличие от также круглого в плане моноптера, не имеющего внутренних стен, классический толос имеет стены. Если во внутреннем помещении есть колонны или полуколонны, то они не относятся к тому же ордеру, что и наружные колонны. В греческую эпоху толосы часто были культовыми сооружениями (например, асклепион в Эпидавре), однако в доэллинистическую эпоху храмами не являлись. Роберт Грейвс отмечает, что греческие подземные толосы, использовавшиеся для общения с духами, были занесены из Палестины, и, по его мнению подобным святилищем пользовалась Аэндорская волшебница, упоминаемая в Библии. В окрестностях Эйн-Дора (Аэндора) находится скальная пещера-толос, которую считают тем местом, где по зову аэндорской волшебницы Саулу явился дух Самуила.
Как тип гробниц, подземные и подкурганные толосы, сооружённые методом ступенчатого (ложного) свода, вытеснили в XVI—XV вв. до н. э. микенские шахтовые гробницы. В XVI—XII вв. до н. э. толосы были распространены на Крите, в Греции (например, толос в Эпидавре (360—330 до н. э., архитектор Поликлет Младший), в Дельфах (начало IV века до н. э., Феодор из Фокеи) и на западном побережье Малой Азии.
Наиболее грандиозные толосы (диаметр и высота до 14 м) XIV век до н. э. открыты в Микенах. В Фессалии и на Крите толосы строили ещё в VIII в. до н. э. Известны подкурганные толосы VII—VI вв. до н. э. в Этрурии и V—IV вв. до н. э. во Фракии. Последним близки склепы керченских Золотого кургана и Царского кургана (IV век до н. э.).
В виде толосов также часто сооружались погребальные камеры мегалитических коридорных гробниц (например, «сесе» на острове Пантеллерия в Средиземном море) или помещения, предназначенные для жилья и обороны (нураги, талайоты).